# 4681 Ermak
4681 Ermak este un asteroid din centura principală, descoperit pe 8 octombrie 1969 de Liudmila Cernîh.